# Zorzines kawabei
Zorzines kawabei är en fjärilsart som beskrevs av Inoue 1982. Zorzines kawabei ingår i släktet Zorzines och familjen nattflyn. Inga underarter finns listade i Catalogue of Life.